# Syrské arabské námořnictvo
Syrské arabské námořnictvo (arabsky: الْبَحْرِيَّةُ الْعَرَبِيَّةُ السُّورِيَّةُ) je námořní složka Syrských ozbrojených sil. K roku 2023 v něm sloužilo 4 000 mužů a dalších 2 500 v rezervě. Hlavním úkolem námořnictva je kontrolovat syrské pobřeží Středozemního moře. Oficiálním svátkem námořnictva je 29. srpen, kdy došlo k jeho založení.

## Historie
29. srpna 1950 bylo založeno syrské námořnictvo, které získalo několik námořních plavidel z Francie. Počáteční personál tvořili vojáci syrské armády, kteří byli vysláni na výcvik do francouzských námořních akademií.
Datum 29. srpna je považováno za hlavní svátek Syrského arabského námořnictva, který se slaví každý rok.

### Jomkipurská válka
Během jomkipurské války v říjnu roku 1973 se Syrské arabské námořnictvo poprvé utkalo v námořní bitvě s izraelskými loděmi v oblasti Latákie. Jednalo se o první bitvu v historii, v níž obě strany použily v boji raketové čluny.
Izraelské námořnictvo mělo pět raketových člunů, které vypluly z přístavu Haifa směrem k hlavním pozicím syrské flotily u Latakie. Nejprve izraelská flotila narazila na malý syrský průzkumný člun a okamžitě jej potopila. Poté izraelské lodě narazily na syrskou minolovku, kterou také zničily a poslaly ke dnu Středozemního moře.
Izraelská flotila poté narazila na hlavní síly syrské flotily, které se skládaly ze tří raketových člunů (dva raketové čluny třídy Komar spolu s raketovým člunem třídy Osa I, torpédovým člunem K-123 a minolovkou třídy T43). Syrské čluny odpalovaly své rakety z velké vzdálenosti, ze které je izraelské lodě nemohly odpálit. Izraelská flotila však disponovala protiraketovým systémem, který dokázal zmást nepřátelské radary. Izraelcům se podařilo zmást všechny syrské rakety natolik, že žádná nezasáhla svůj cíl. Výsledkem bitvy bylo potopení všech pěti syrských lodí, které se jí účastnily. Izraelci neutrpěli žádné ztráty.

### Syrská občanská válka
Během syrské občanské války opoziční aktivisté tvrdili, že válečné lodě Syrského arabského námořnictva podporovaly vojenský útok vládních sil proti povstalcům ve městě Latákie. Vláda však popřela, že by město bylo ostřelováno z moře.
Po pádu režimu Bašára al-Asada v prosinci 2024 následoval rozsáhlý izraelský úder na syrská vojenská zařízení, včetně syrského námořnictva. Zapojilo se do něj i Izraelské vojenské námořnictvo. Například na hlavní základně v Latákii bylo zničeno nejméně šest syrských raketových člunů třídy Osa II.

## Základny
Velitelství Syrského arabského námořnictva sídlí v Damašku, ale hlavní základna je v Latákii na pobřeží Středozemního moře. Další námořní základny jsou ve městech Baníjás, Tartús a Minet el-Bejda.
Latákie je největším syrským přístavem, protože má 23 kotvišť a v jeho sektorech se nachází úsek pro opravy vojenských lodí a kotví v něm některé rychlé raketové čluny syrského námořnictva.
Přístav ve městě Baníjas byl vybudován speciálně pro námořní vojenské účely. V přístavu jsou také výcviková střediska pro námořní důstojníky a vojáky speciálních jednotek a kotví zde některé dopravní lodě.
V přístavu Tartús kotví tři tankové výsadkové lodě a všechny minolovky námořnictva. Dále zde kotví některé raketové čluny a dopravní lodě.

### Ruská základna ve městě Tartús
V Tartúsu se nachází námořní zásobovací a údržbářská základna z dob sovětské éry, která je součástí dohody se Sýrií z roku 1971. Základna byla zřízena během studené války na podporu flotily Sovětského námořnictva ve Středozemním moři. Od té doby, co Rusko odpustilo Sýrii tři čtvrtiny dluhu ze sovětské éry ve výši 13,4 miliardy dolarů a stalo se jejím hlavním dodavatelem zbraní, vedou obě země rozhovory o tom, zda by Rusko mohlo námořní základnu rozšiřovat, aby mohlo posílit svou námořní přítomnost ve Středozemním moři. Na pozadí zhoršujících se vztahů Ruska se Západem kvůli rusko-gruzínské válce v roce 2008 a plánům na rozmístění amerického protiraketového štítu v Polsku syrský prezident Bašár al-Asad souhlasil s přeměnou přístavu na stálou blízkovýchodní základnu pro ruské válečné lodě s jadernými zbraněmi. Od roku 2009 Rusko renovuje tartúskou námořní základnu a prohlubuje přístav, aby umožnilo přístup svým větším vojenským plavidlům.

## Složení
Odhadovaný stav po roce 2018:

### Raketové čluny
- Projekt 205U (třída Osa II) (12 ks)
- Projekt 205 (třída Osa I) (4 ks)
- Třída Tir II (6 ks)

### Hlídkové lodě
- Projekt 1400M (třída Zhuk) (8 ks)
- Třída Ghaem (6 ks)

### Minolovky
- Projekt 1265 (třída Yevgenya) (5 ks)
- Projekt 1258 (třída Sonya) (1 ks)
- Projekt 266M (třída Natya) (1 ks)

### Výsadkové lodě
- Projekt 771 (třída Polnocny-B) (3 ks)

### Cvičné lodě
- Al Assad